# Marianne Kiefer
Marianne Kiefer (Dresden, 3 september 1928 - Kreischa, 4 januari 2008) was een Duitse actrice en toneelspeelster. Zij was in de DDR-periode een gevierde televisiester vanwege haar rollen als Paula Zipfel in de serie Maxe Baumann en als Olga Knopf in de serie Drei reizende Schwestern. 

## Biografie
Marianne Kiefer werd geboren in Dresden in september 1928 als dochter van een kunstenaarsechtpaar. Begin 1945 werkte ze als danssoubrette in Dresden, gevolgd door stages in Köthen, Eisleben en tournees door heel Duitsland. In 1968 werd ze lid van het ensemble in het Friedrichstadtpalast in Berlijn. Later werd ze lid van het acteursensemble van de DDR-televisie, waar ze vooral in komische rollen verscheen, zoals tante Paula Zipfel in de komedieserie Maxe Baumann met Gerd E. Schäfer in de titelrol. Ze werd vooral bekend in de televisieserie Drei reizende Schwestern, waarin ze van 1984 tot 1991 continu een hoofdrol speelde naast Helga Göring en Ingeborg Krabbe als de 'charmante zus' Olga Knopf. Ze verscheen vaak voor de camera met Herbert Köfer, zoals in de toneelkomedies Das Wunschkind, Heiraten/weiblich en Das Gesellenstück, die werden geproduceerd voor de DDR-televisie. Ze presenteerde vijf keer de zaterdagavondshow Ein Kessel Buntes.
Na de hereniging waren er aanvankelijk geen aanbiedingen van rollen; vanaf 1991 speelde ze geen televisierollen meer. In 1992 maakte Kiefer haar opwachting in de talkshow Boulevard Bio, waarin ze vertelde over haar slechte werksituatie na de hereniging. Dit optreden maakte haar beroemd in de oude deelstaten en in hetzelfde jaar kreeg ze de rol van hospita Charlotte in het NDR-programma Freut Euch des Nordens, dat ze tot 2003 heeft gepresenteerd. In de jaren 1990 kreeg ze ook gastrollen in televisieseries, bijvoorbeeld in de ProSieben-serie Glückliche Reise en in de ZDF-familieserie Immenhof.
Halverwege de jaren 1990 concentreerde ze zich weer meer op haar werk op het toneel. Ze vertoonde haar komische acteerkunsten verder in verschillende programma's in de Komödie Dresden en andere theaters. In 1996 verscheen bij Ullstein Verlag de autobiografie Das wäre doch gelacht! De autobiografie Memories werd in 1996 gepubliceerd door Ullstein Verlag. In 2004 had ze haar laatste grote theaterrol op het komedietoneel van Köfer als de vrolijke Rosie in het toneelstuk Du bist nur zweimal jung, een komedie van Ron Aldrige.
Marianne Kiefer, die het laatst in een bejaardentehuis in Zeuthen verbleef, overleed op 79-jarige leeftijd in een revalidatiekliniek in Kreischa als gevolg van een lange en ernstige diabetesziekte. Ze werd begraven op de begraafplaats van Zeuthen in Brandenburg.

## Filmografie

### Films
- 1970: Der Schein trügt
- 1972: Die Mitternachtsfalle
- 1972: Florentiner 73
- 1973: Reizende Ferien
- 1973: Bremsers machen Urlaub
- 1973: Bitte, recht freundlich!
- 1973: Abseits - Die Bremsers machen Urlaub
- 1974: Alle Haare wieder
- 1974: Cibulka heiratet
- 1974: Das Wunschkind
- 1974: Neues aus der Florentiner 73
- 1975: Das große ABC (Monsieur Topaze)
- 1975: Büttners Truhe
- 1975: Heiraten/Weiblich
- 1975: Toggenburger Bock
- 1976: Ein altes Modell
- 1976: Nicht kleinzukriegen
- 1977: Zu zweit (k)ein Problem
- 1977: Wen der Hafer sticht
- 1977: Das Lügentrio
- 1978: Ein gemütlicher Abend
- 1978: Ich bin nicht meine Tante
- 1979: Irrtum ausgeschlossen
- 1979: Tatzeit 19.00 Uhr
- 1979: Kille, kille Händchen
- 1980: Nicht verzagen, Trudchen fragen
- 1980: Niemand liebt dich - wieso ich?
- 1981: Doppelt gebacken
- 1981: Ein Engel im Taxi
- 1982: So ein Haustheater
- 1982: Schöne Aussichten
- 1983: Haste Töne
- 1984: Urlaub mit Nackenstützen
- 1985: Leo und sein Gartenzaun
- 1985: Müllers kommen
- 1986: Das Gesellenstück
- 1986: Leute sind auch Menschen
- 1987: Der Schulweg
- 1987: Maxe Baumann aus Berlin
- 1988: Mensch, mein Papa...!
- 1990: Der Westminster-Gong

### Televisieseries
- 1975: Broddi - Der Tischherr
- 1977: Zur See - Die Hochzeitsüberraschung
- 1981: Ein Engel im Taxi (3 afleveringen)
- 1981: Maxe Baumann - Maxe in Blau
- 1981: Maxe Baumann - Maxe bleibt am Ball
- 1984-1991: Drei reizende Schwestern
  - 1984: Familienfest mit Folgen
  - 1985: Ein Mann fürs Leben
  - 1986: Eine alte Fregatte
  - 1987: Trick 17
  - 1988: Willkommen im Rampenlicht
  - 1990: Das blaue Krokodil
  - 1991: Ein Hauch von Alpenglüh’n
- 1984: Familie intakt - Reizende Ferien
- 1987: Maxe Baumann aus Berlin
- 1987: Polizeiruf 110 - Die letzte Kundin
- 1989: Rita von Falkenhain (5 afleveringen)
- 1993: Glückliche Reise - Sun City
- 1994: Zwei alte Hasen - Ein linkes Ding
- 1994: Immenhof (2 afleveringen)